# Восход (фотоаппарат)
«Восход» — шкальный фотоаппарат, разработанный инженерами ЛООМП имени В. И. Ленина, и выпускавшийся там с 1964 до 1969 года. Один из первых в СССР фотоаппаратов, оснащённых полуавтоматической установкой экспозиции. Первая советская камера со стрелкой экспонометра в поле зрения видоискателя. Всего выпущено 59 225 штук.

## Особенности конструкции
«Восход» совершенно не похож на другие советские фотоаппараты, и его оригинальный дизайн бросается в глаза. Вместо футляра предусмотрен чехол, а камера носится на ремне, для которого на корпусе имеются проушины. Как и органы управления с основными шкалами, они рассчитаны на вертикальное положение фотоаппарата для портретной ориентации большинства снимков. Взводной курок в форме акульего плавника находится не на корпусе камеры, а на оправе объектива, поворачиваясь вокруг него на 90°. При этом, взвод затвора и перевод кадра сблокированы.
Спусковая кнопка с резьбой для тросика расположена на передней стенке. Одним из ключевых конструкторских решений стал принцип экспозиционных чисел Фридриха Декеля, широко использовавшийся в те годы в зарубежной фототехнике. Диафрагма и затвор при этом управляются соосными кольцами с равномерными шкалами, расположенными навстречу друг другу. В результате, взаимная фиксация колец защёлкой обеспечивает механическую автоматизацию соблюдения закона взаимозаместимости. При повороте сцепленных колец меняется экспопара при неизменной общей экспозиции.
Кольцо диафрагмы через систему толкателей кинематически связано с корпусом гальванометра селенового фотоэкспонометра. Поэтому его вращение приводит к согласованному повороту гальванометра вместе со стрелкой, отклонившейся в соответствии с измеренной экспозицией. Вращением кольца видимую в окуляре видоискателя стрелку можно повернуть в любую сторону для совмещения с нулевым индексом. Одновременный поворот колец выдержки и диафрагмы, зафиксированных защёлкой, не приводит к повороту гальванометра. Механизм настроен таким образом, что стрелка оказывается в центре шкалы при положении органов управления, соответствующем правильной экспозиции.
Как и во всех автоматизированных фотоаппаратах тех лет, полуавтомат «Восхода» реализован исключительно на основе механики. Даже ввод светочувствительности фотоплёнки производится кулачком, задающим дополнительный угол поворота суммирующего механизма. В отличие от более поздних камер с аналогичным функционалом, не использовано ни одного переменного резистора, неизбежно ослабляющего слабый ток селенового сенсора. В результате для работы фотоаппарата не требуется никаких элементов питания, и достаточно энергии фотоэлемента. Благодаря сравнительно короткому фокусному расстоянию объектива и большой глубине резкости доступна фокусировка по символам на метражной шкале. 
На базе «Восхода» были разработаны прототипы моделей «Восход-стерео» и «Восход-3» с аналогичными возможностями, но серийно они не выпускались. Несмотря на техническую оригинальность, «Восход» с простейшим несменным «Триплетом» был непригоден для профессиональной фотографии, а для фотолюбителей оказался слишком дорогим. На внешнем рынке в сегменте любительской аппаратуры камера проигрывала более дешёвым японским аналогам, и серьёзного экспортного потенциала не имела. Поэтому выпуск был недолгим, однако сейчас фотоаппарат ценится иностранными коллекционерами, как одна из самых необычных советских камер.
|                                                       |                                               |                                      | |                                                     |                       |
| Расположение селенового фотоэлемента и синхроконтакта | Расположение спусковой кнопки и шкалы-памятки | Верхняя крышка с органами управления | Вид снизу. Кнопка обратной перемотки, штативное гнездо и окна значений установленной светочувствительности плёнки | Курок взвода затвора расположен на оправе объектива | Задняя стенка открыта |

## Технические характеристики
- Корпус — литой из алюминиевого сплава, с откидывающейся задней стенкой.
- Объектив несъёмный «Триплет» Т-48 с лантановыми стёклами[6].
- Диафрагма — ирисовая пятилепестковая. Диапазон — от f/2,8 до f/22.
- Курковый взвод затвора и перемотки плёнки. Курок расположен на оправе объектива. Обратная перемотка рулеточного типа.
- Экспонометр — встроенный сопряжённый с селеновым фотоэлементом. Полуавтоматическая установка экспозиции. При установленной светочувствительности фотоплёнки и выдержке вращением кольца установки диафрагмы стрелка индикатора должна быть установлена в нейтральное положение. Диапазон установки светочувствительности плёнки 11—350 ед. ГОСТ. Стрелочный индикатор экспонометра находится в поле зрения видоискателя.
- Автоматический счётчик кадров с обратным отсчётом.
- Резьба штативного гнезда — 3/8" дюйма[* 2].